# Албанија на Летњим олимпијским играма 2012.
Албанија на Олимпијским играма у Лондону 2012. је учествовала седми пут.
Албанија је за учешће на играма у Лондону пријавила укупно 11 спортиста (7 мушкараца и 4 жене) у 5 спортова (атлетика, џудо, стрељаштво, пливање и дизање тегова).
28. јула 2012. Међународни олимпијски комитет је објавио да је албански дизач тегова Хисен Пулаку на тестирању био позитиван на станозолол, забрањени анаболички стероид, па је због тога избачен са Олимпијских игара. Од такмичења је одустала због повреде алтетичарка Клодијана Шаља, па је Албанија учествовала са 9 такмичара (6 мушкараца и три жене)..
Заставу Албаније на церемонији отварања носила је такмичарка у дизању тегова Ромела Бегај.
Пливачица Ноел Борши је била најмлађа учесница у олимпијској историји Албаније на олимпијским играма до данас са 16 година и 167 дана.

## Учесници по дисциплинама
| Спорт         | Мушкарци | Жене | Укупно |
| ------------- | -------- | ---- | ------ |
| Атлетика      | 1        | 0    | 1      |
| Дизање тегова | 3        | 1    | 4      |
| Пливање       | 1        | 1    | 2      |
| Стрељаштво    | 1        | 0    | 1      |
| Џудо          | 0        | 1    | 1      |
| Укупно(5)     | 6        | 3    | 9      |

## Резултати

### Атлетика
На такмичењима у атлетици у свакој дисциплини максимално могу да учествују по три такмичара, и то максимум 3 атлетичара са А нормом, однодно максимално 1 атлетичар са Б нормом по дисциплини.
Због повреде одустала је пријављена атлетичарка Клодијана Шаља, па се не рачуна да је учествовала на играма
Мушкарци
| Атлетичар      | Дисциплина   | Квалификације | Квалификације | Финале           | Финале           | Детаљи |
| Атлетичар      | Дисциплина   | Резултат      | Пласман       | Резултат         | Пласман          | Детаљи |
| -------------- | ------------ | ------------- | ------------- | ---------------- | ---------------- | ------ |
| Адријатик Хоџа | Бацање кугле | 17:58         | 37.           | Није се пласирао | Није се пласирао |        |

### Дизање тегова
Мушкарци
| Дизач тегова   | Дисциплина | Трзај    | Трзај   | Избачај  | Избачај | Укупно | Пласман      | Детаљи |
| Дизач тегова   | Дисциплина | Резултат | Пласман | Резултат | Пласман | Укупно | Пласман      | Детаљи |
| -------------- | ---------- | -------- | ------- | -------- | ------- | ------ | ------------ | ------ |
| Брикен Цаља    | -69 кг     | 143      | 12.     | 177      | 7.      | 320    | 9. /18 (24)  |        |
| Данијел Годељи | -69 кг     | 142      | НЗ      | –        | –       | –      | НЗ           |        |
| Ендри Карина   | -94 кг     | 155      | 15.     | 195      | 14.     | 350    | 14. /20 (31) |        |

- НЗ - Није завршио.

Жене
| Дизач тегова | Дисциплина | Трзај    | Трзај   | Избачај  | Избачај | Укупно | Пласман     | Детаљи |
| Дизач тегова | Дисциплина | Резултат | Пласман | Резултат | Пласман | Укупно | Пласман     | Детаљи |
| ------------ | ---------- | -------- | ------- | -------- | ------- | ------ | ----------- | ------ |
| Ромела Бегај | -58 кг     | 101      | 7.      | 115      | 12.     | 216    | 11./17 (19) |        |

### Пливање
Мушкарци
| Пливач     | Дисциплина     | Група | Група   | Полуфинале       | Полуфинале       | Финале           | Финале           | Детаљи |
| Пливач     | Дисциплина     | Време | Пласман | Време            | Пласман          | Време            | Пласман          | Детаљи |
| ---------- | -------------- | ----- | ------- | ---------------- | ---------------- | ---------------- | ---------------- | ------ |
| Сидни Хоџа | 100 м слободно | 51:11 | 37.     | Није се пласирао | Није се пласирао | Није се пласирао | Није се пласирао |        |

Жене
| Пливач     | Дисциплина   | Група   | Група   | Полуфинале        | Полуфинале        | Финале            | Финале            | Детаљи |
| Пливач     | Дисциплина   | Време   | Пласман | Време             | Пласман           | Време             | Пласман           | Детаљи |
| ---------- | ------------ | ------- | ------- | ----------------- | ----------------- | ----------------- | ----------------- | ------ |
| Ноел Борши | 100 м делфин | 1:05.49 | 40.     | Није се пласирала | Није се пласирала | Није се пласирала | Није се пласирала |        |

### Стрељаштво
Мушкарци
| Стрелац      | Дисциплина           | Квалификације | Квалификације | Финале           | Финале           | Пласман | Детаљи |
| Стрелац      | Дисциплина           | Резултат      | Пласман       | Резултат         | Укупно           | Пласман | Детаљи |
| ------------ | -------------------- | ------------- | ------------- | ---------------- | ---------------- | ------- | ------ |
| Арбен Кучана | Ваздушни пиштољ 10 м | 577           | 20.           | Није се пласирао | Није се пласирао | 20/44   |        |
| Арбен Кучана | МК пиштољ 50 м       | 524           | 37.           | Није се пласирао | Није се пласирао | 37/38   |        |

### Џудо
Светска јуниорска првакиња Мајлинда Кељменди је из Пећи на Космету. Светско првенство за јуниоре је освојила под заставом Светске џудо федерације.(ИЈФ), али јој МОК није дозволио да у Лондону наступи под олимпијском заставом, као независни учесник, па је наступила као преставница Албаније..
Жене
| Џудиста           | Дисциплина | 1. коло                 | 1/16 финала             | 1/8 финала         | Четвртфинале       | Полуфинале         | Репасаж 1          | Репасаж 2          | Финале             | Финале            | Детаљи |
| Џудиста           | Дисциплина | Противник Резултат      | Противник Резултат      | Противник Резултат | Противник Резултат | Противник Резултат | Противник Резултат | Противник Резултат | Противник Резултат | Поз.              | Детаљи |
| ----------------- | ---------- | ----------------------- | ----------------------- | ------------------ | ------------------ | ------------------ | ------------------ | ------------------ | ------------------ | ----------------- | ------ |
| Мајлинда Кељменди | − 52 кг    | Сундберг Поб. 0020–0001 | Лиџентил Пор. 0101–1001 | Није се пласирала  | Није се пласирала  | Није се пласирала  | Није се пласирала  | Није се пласирала  | Није се пласирала  | Није се пласирала |        |